# Kanton Castelnau-de-Montmiral
Der Kanton Castelnau-de-Montmiral war bis 2015 ein französischer Wahlkreis im Arrondissement Albi, im Département Tarn und in der Region Midi-Pyrénées. Hauptort war Castelnau-de-Montmiral. Vertreter im Generalrat des Departements war zuletzt von 1992 bis 2015 Paul Salvador (DVD).
Der Kanton war 232,65 Quadratkilometer groß und hatte 3607 Einwohner. Im Mittel lag er 244 Meter über Normalnull, zwischen 115 und 485 Meter. 

## Gemeinden
Er bestand aus zwölf Gemeinden:
| Gemeinde                | Einwohner Jahr | Fläche km² | Bevölkerungsdichte | Code INSEE | Postleitzahl |
| ----------------------- | -------------- | ---------- | ------------------ | ---------- | ------------ |
| Alos                    | 99 (2013)      | –          | – Einw./km²        | 81007      | 81140        |
| Andillac                | 122 (2013)     | –          | – Einw./km²        | 81012      | 81140        |
| Cahuzac-sur-Vère        | 1.093 (2013)   | –          | – Einw./km²        | 81051      | 81140        |
| Campagnac               | 129 (2013)     | –          | – Einw./km²        | 81056      | 81140        |
| Castelnau-de-Montmiral  | 1.029 (2013)   | –          | – Einw./km²        | 81064      | 81140        |
| Larroque                | 173 (2013)     | –          | – Einw./km²        | 81136      | 81140        |
| Montels                 | 105 (2013)     | –          | – Einw./km²        | 81176      | 81140        |
| Puycelsi                | 463 (2013)     | –          | – Einw./km²        | 81217      | 81140        |
| Saint-Beauzile          | 120 (2013)     | –          | – Einw./km²        | 81243      | 81140        |
| Sainte-Cécile-du-Cayrou | 120 (2013)     | –          | – Einw./km²        | 81246      | 81140        |
| Le Verdier              | 228 (2013)     | –          | – Einw./km²        | 81313      | 81140        |
| Vieux                   | 193 (2013)     | –          | – Einw./km²        | 81316      | 81140        |